# Weißwangenreiher
Der Weißwangenreiher (Egretta novaehollandiae) ist eine Vogelart aus der Familie der Reiher. Es handelt sich um einen mittelgroßen Reiher, dessen Verbreitungsschwerpunkt Australien ist. 
Die IUCN stuft den Weißwangenreiher als nicht gefährdet (least concern) ein.

## Merkmale

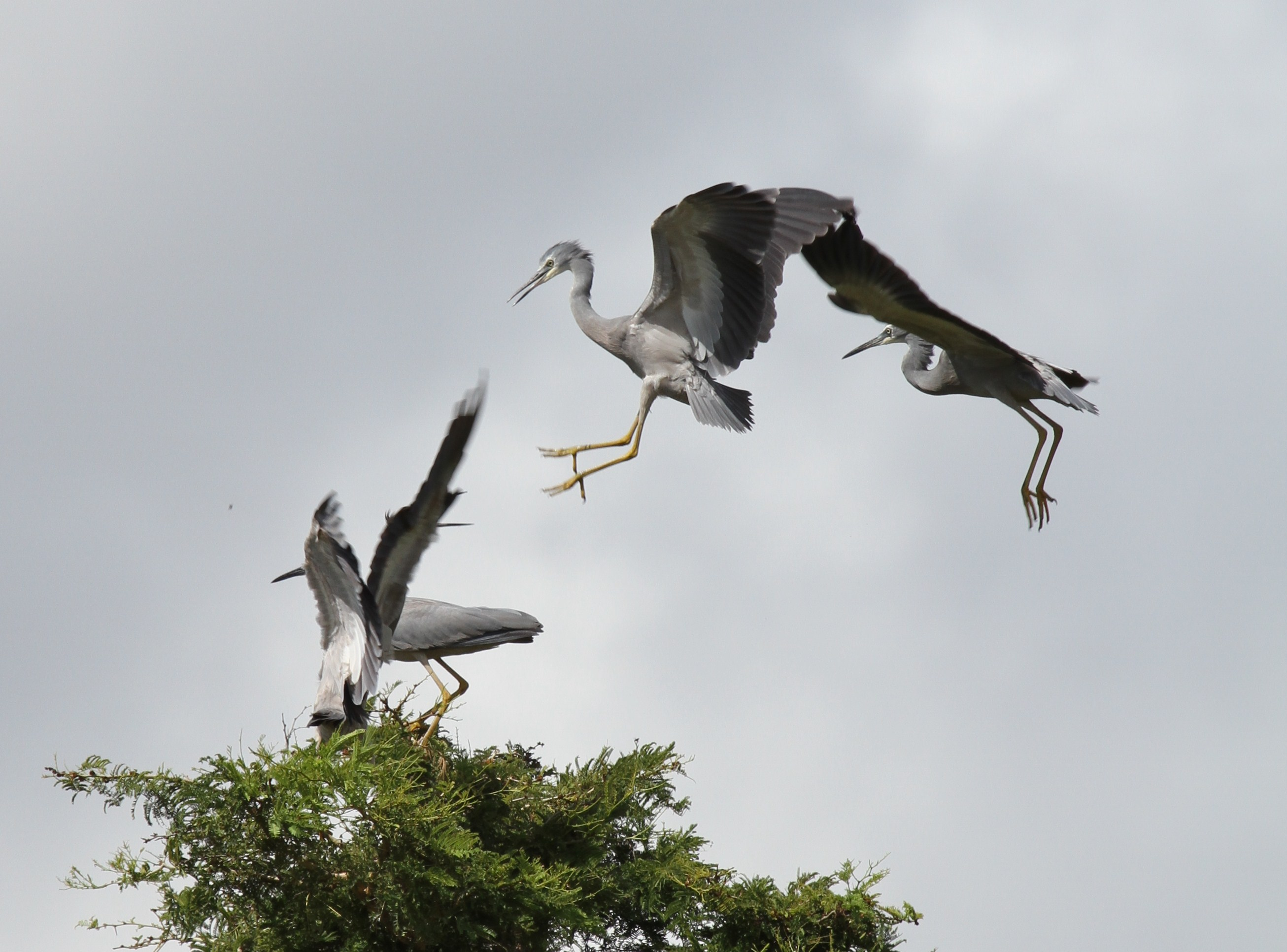
Weißwangenreiher landen auf einem Baum in Osttimor

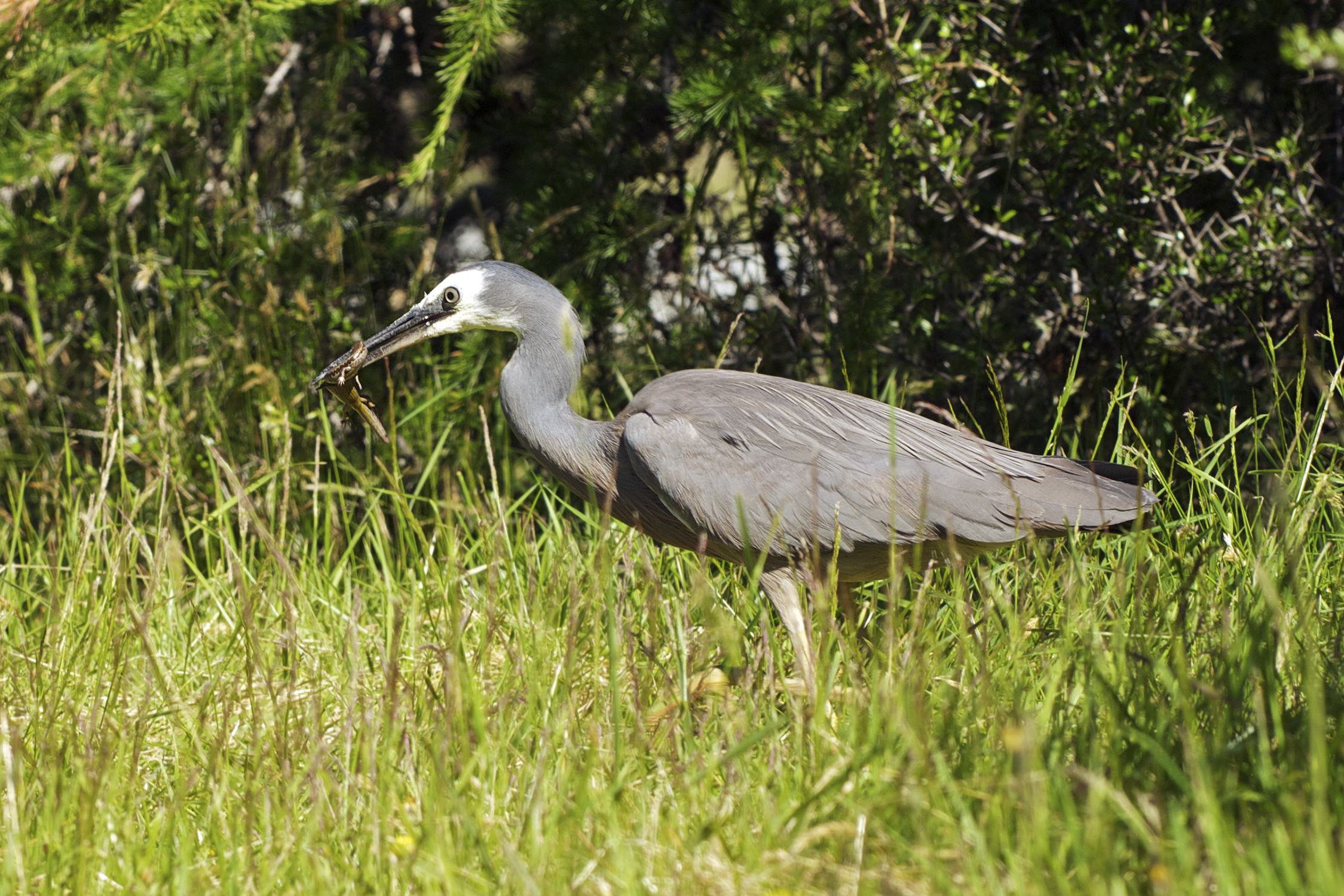
Weißwangenreiher

Verbreitungsgebiet des Weißwangenreihers:
nur zeitweilig, kein Brutgebiet
ganzjähriges Vorkommen

Der Weißwangenreiher ist ein zierlicher Reiher mit einer Körperlänge von etwa 66 bis 68 Zentimeter, dabei entfällt auf den Körper etwa die Hälfte. Die Flügelspannweite beträgt 106 Zentimeter. Im Schnitt wiegen Weißwangenreiher 550 Gramm.
Das Gefieder des Weißwangenreihers ist größtenteils von blaugrauer Farbe. Das Gesicht ist  allerdings auffällig weiß und der Bauch ist cremefarben. Sein Schnabel ist dunkelgrau und die Beine sind gelblich gefärbt.

## Vorkommen
Sein Verbreitungsgebiet umfasst Südostasien, Australien, Neuseeland und weite Teile Ozeaniens. Man findet ihn dort an Salzgewässern genauso wie an Brack- und Süßgewässern.

## Verhalten
Weißwangenreiher brüten in kleinen Kolonien. Ihre aus Ästen und Zweigen bestehenden Nester errichten sie auf hohen Bäumen in Ufernähe. Dort legt das Weibchen drei bis fünf Eier von blau-grüner Färbung. Die Eier werden von beiden Altvögeln bebrütet. Auch die Versorgung der Jungvögel mit Nahrung teilen sich beide Eltern. Zu den bevorzugten Beutetieren gehören Fische, Amphibien, Mollusken und Krebstiere.

## Belege